# Hestinalis carolinae
Hestinalis carolinae är en fjärilsart som beskrevs av Pieter Cornelius Tobias Snellen 1889-1899. Hestinalis carolinae ingår i släktet Hestinalis och familjen praktfjärilar. Inga underarter finns listade i Catalogue of Life.